# Lista över fornlämningar i Mörbylånga kommun (Glömminge)
Lista över fornlämningar i Mörbylånga kommun (Glömminge) är en förteckning av ett urval av de fornlämningar som finns i Glömminge i Mörbylånga kommun.
| Namn                              | Lämningstyp                      | Tillkomsttid | Historisk indelning | Plats | Läge                 | ID-nr          | Bild                                 |
| --------------------------------- | -------------------------------- | ------------ | ------------------- | ----- | -------------------- | -------------- | ------------------------------------ |
| Glömminge 1:1                     | Stensättning                     |              | Glömminge, Öland    |       | 56.706980, 16.565391 | 10080800010001 | Ladda upp en bild av detta fornminne |
| Glömminge 2:1                     | Grav markerad av sten/block      |              | Glömminge, Öland    |       | 56.704917, 16.580155 | 10080800020001 | Ladda upp en bild av detta fornminne |
| Glömminge 2:2                     | Grav markerad av sten/block      |              | Glömminge, Öland    |       | 56.704868, 16.580084 | 10080800020002 | Ladda upp en bild av detta fornminne |
| Glömminge 2:3                     | Grav markerad av sten/block      |              | Glömminge, Öland    |       | 56.704837, 16.580062 | 10080800020003 | Ladda upp en bild av detta fornminne |
| Glömminge 2:4                     | Grav markerad av sten/block      |              | Glömminge, Öland    |       | 56.704796, 16.580032 | 10080800020004 | Ladda upp en bild av detta fornminne |
| Glömminge 3:1                     | Fornborg                         |              | Glömminge, Öland    |       | 56.703701, 16.546540 | 10080800030001 | Ladda upp en bild av detta fornminne |
| Kampäng (Glömminge 4:1)           | Röse                             |              | Glömminge, Öland    |       | 56.704325, 16.541878 | 10080800040001 | Ladda upp en bild av detta fornminne |
| Kampäng (Glömminge 4:2)           | Stensättning                     |              | Glömminge, Öland    |       | 56.704080, 16.542485 | 10080800040002 | Ladda upp en bild av detta fornminne |
| Kampäng (Glömminge 4:3)           | Husgrund, förhistorisk/medeltida |              | Glömminge, Öland    |       | 56.703812, 16.542086 | 10080800040003 | Ladda upp en bild av detta fornminne |
| Kampäng (Glömminge 4:4)           | Husgrund, förhistorisk/medeltida |              | Glömminge, Öland    |       | 56.703635, 16.541957 | 10080800040004 | Ladda upp en bild av detta fornminne |
| Kampäng (Glömminge 4:5)           | Husgrund, förhistorisk/medeltida |              | Glömminge, Öland    |       | 56.704150, 16.543025 | 10080800040005 | Ladda upp en bild av detta fornminne |
| Kampäng (Glömminge 4:6)           | Husgrund, förhistorisk/medeltida |              | Glömminge, Öland    |       | 56.704029, 16.543364 | 10080800040006 | Ladda upp en bild av detta fornminne |
| Glömminge 5:1                     | Röse                             |              | Glömminge, Öland    |       | 56.705331, 16.545887 | 10080800050001 | Ladda upp en bild av detta fornminne |
| Glömminge 6:1                     | Grav markerad av sten/block      |              | Glömminge, Öland    |       | 56.707732, 16.579225 | 10080800060001 | Ladda upp en bild av detta fornminne |
| Glömminge 7:1                     | Husgrund, förhistorisk/medeltida |              | Glömminge, Öland    |       | 56.710715, 16.539752 | 10080800070001 | Ladda upp en bild av detta fornminne |
| Glömminge 8:1                     | Husgrund, förhistorisk/medeltida |              | Glömminge, Öland    |       | 56.709799, 16.543992 | 10080800080001 | Ladda upp en bild av detta fornminne |
| Glömminge 10:1                    | Husgrund, förhistorisk/medeltida |              | Glömminge, Öland    |       | 56.715919, 16.580816 | 10080800100001 | Ladda upp en bild av detta fornminne |
| Glömminge 11:1                    | Husgrund, förhistorisk/medeltida |              | Glömminge, Öland    |       | 56.717649, 16.575080 | 10080800110001 | Ladda upp en bild av detta fornminne |
| Glömminge 12:1                    | Husgrund, förhistorisk/medeltida |              | Glömminge, Öland    |       | 56.718452, 16.577573 | 10080800120001 | Ladda upp en bild av detta fornminne |
| Glömminge 12:2                    | Husgrund, förhistorisk/medeltida |              | Glömminge, Öland    |       | 56.718450, 16.577854 | 10080800120002 | Ladda upp en bild av detta fornminne |
| Glömminge 13:1                    | Husgrund, förhistorisk/medeltida |              | Glömminge, Öland    |       | 56.713672, 16.580064 | 10080800130001 | Ladda upp en bild av detta fornminne |
| Glömminge 14:1                    | Husgrund, förhistorisk/medeltida |              | Glömminge, Öland    |       | 56.713555, 16.582574 | 10080800140001 | Ladda upp en bild av detta fornminne |
| Glömminge 14:2                    | Husgrund, förhistorisk/medeltida |              | Glömminge, Öland    |       | 56.713465, 16.582939 | 10080800140002 | Ladda upp en bild av detta fornminne |
| Glömminge 15:1                    | Gravfält                         |              | Glömminge, Öland    |       | 56.716252, 16.588578 | 10080800150001 | Ladda upp en bild av detta fornminne |
| Glömminge 16:1                    | Husgrund, förhistorisk/medeltida |              | Glömminge, Öland    |       | 56.715538, 16.582031 | 10080800160001 | Ladda upp en bild av detta fornminne |
| Glömminge 16:2                    | Husgrund, förhistorisk/medeltida |              | Glömminge, Öland    |       | 56.715437, 16.581954 | 10080800160002 | Ladda upp en bild av detta fornminne |
| Glömminge 16:3                    | Husgrund, förhistorisk/medeltida |              | Glömminge, Öland    |       | 56.715364, 16.581981 | 10080800160003 | Ladda upp en bild av detta fornminne |
| Glömminge 16:4                    | Husgrund, förhistorisk/medeltida |              | Glömminge, Öland    |       | 56.715569, 16.583521 | 10080800160004 | Ladda upp en bild av detta fornminne |
| Glömminge 18:1                    | Husgrund, förhistorisk/medeltida |              | Glömminge, Öland    |       | 56.718301, 16.583256 | 10080800180001 | Ladda upp en bild av detta fornminne |
| Glömminge 18:2                    | Husgrund, förhistorisk/medeltida |              | Glömminge, Öland    |       | 56.718139, 16.583379 | 10080800180002 | Ladda upp en bild av detta fornminne |
| Glömminge 22:1                    | Husgrund, förhistorisk/medeltida |              | Glömminge, Öland    |       | 56.724826, 16.568556 | 10080800220001 | Ladda upp en bild av detta fornminne |
| Glömminge 26:1                    | Stensättning                     |              | Glömminge, Öland    |       | 56.705792, 16.535514 | 10080800260001 | Ladda upp en bild av detta fornminne |
| Glömminge 26:2                    | Stenkrets                        |              | Glömminge, Öland    |       | 56.705800, 16.535710 | 10080800260002 | Ladda upp en bild av detta fornminne |
| Glömminge 27:1                    | Röse                             |              | Glömminge, Öland    |       | 56.744083, 16.590424 | 10080800270001 | Ladda upp en bild av detta fornminne |
| Glömminge 27:2                    | Stensättning                     |              | Glömminge, Öland    |       | 56.743902, 16.591223 | 10080800270002 | Ladda upp en bild av detta fornminne |
| Glömminge 27:3                    | Stensättning                     |              | Glömminge, Öland    |       | 56.743776, 16.591468 | 10080800270003 | Ladda upp en bild av detta fornminne |
| Glömminge 27:4                    | Grav markerad av sten/block      |              | Glömminge, Öland    |       | 56.743938, 16.591697 | 10080800270004 | Ladda upp en bild av detta fornminne |
| Glömminge 30:1                    | Gravfält                         |              | Glömminge, Öland    |       | 56.744054, 16.594932 | 10080800300001 | Ladda upp en bild av detta fornminne |
| Glömminge 31:1                    | Grav markerad av sten/block      |              | Glömminge, Öland    |       | 56.733844, 16.580224 | 10080800310001 | Ladda upp en bild av detta fornminne |
| Glömminge 34:1                    | Husgrund, förhistorisk/medeltida |              | Glömminge, Öland    |       | 56.726214, 16.591318 | 10080800340001 | Ladda upp en bild av detta fornminne |
| Glömminge 34:2                    | Husgrund, förhistorisk/medeltida |              | Glömminge, Öland    |       | 56.726369, 16.591633 | 10080800340002 | Ladda upp en bild av detta fornminne |
| Glömminge 35:1                    | Husgrund, förhistorisk/medeltida |              | Glömminge, Öland    |       | 56.724463, 16.592041 | 10080800350001 | Ladda upp en bild av detta fornminne |
| Glömminge 35:2                    | Stensättning                     |              | Glömminge, Öland    |       | 56.724328, 16.591761 | 10080800350002 | Ladda upp en bild av detta fornminne |
| Glömminge 36:1                    | Stensättning                     |              | Glömminge, Öland    |       | 56.722016, 16.591930 | 10080800360001 | Ladda upp en bild av detta fornminne |
| Glömminge 37:1                    | Stensättning                     |              | Glömminge, Öland    |       | 56.712071, 16.608906 | 10080800370001 | Ladda upp en bild av detta fornminne |
| Glömminge 39:1                    | Gravfält                         |              | Glömminge, Öland    |       | 56.721498, 16.597530 | 10080800390001 | Ladda upp en bild av detta fornminne |
| Glömminge 41:1                    | Stensättning                     |              | Glömminge, Öland    |       | 56.731206, 16.542890 | 10080800410001 | Ladda upp en bild av detta fornminne |
| Glömminge 43:1                    | Husgrund, förhistorisk/medeltida |              | Glömminge, Öland    |       | 56.727640, 16.558772 | 10080800430001 | Ladda upp en bild av detta fornminne |
| Glömminge 43:2                    | Husgrund, förhistorisk/medeltida |              | Glömminge, Öland    |       | 56.727650, 16.559325 | 10080800430002 | Ladda upp en bild av detta fornminne |
| Glömminge 43:3                    | Husgrund, förhistorisk/medeltida |              | Glömminge, Öland    |       | 56.727661, 16.560084 | 10080800430003 | Ladda upp en bild av detta fornminne |
| Glömminge 43:4                    | Husgrund, förhistorisk/medeltida |              | Glömminge, Öland    |       | 56.727677, 16.560465 | 10080800430004 | Ladda upp en bild av detta fornminne |
| Glömminge 43:5                    | Husgrund, förhistorisk/medeltida |              | Glömminge, Öland    |       | 56.727962, 16.560316 | 10080800430005 | Ladda upp en bild av detta fornminne |
| Glömminge 43:6                    | Husgrund, förhistorisk/medeltida |              | Glömminge, Öland    |       | 56.728222, 16.561033 | 10080800430006 | Ladda upp en bild av detta fornminne |
| Glömminge 43:7                    | Husgrund, förhistorisk/medeltida |              | Glömminge, Öland    |       | 56.728297, 16.560798 | 10080800430007 | Ladda upp en bild av detta fornminne |
| Glömminge 43:8                    | Husgrund, förhistorisk/medeltida |              | Glömminge, Öland    |       | 56.728424, 16.561236 | 10080800430008 | Ladda upp en bild av detta fornminne |
| Glömminge 43:9                    | Husgrund, förhistorisk/medeltida |              | Glömminge, Öland    |       | 56.727887, 16.562141 | 10080800430009 | Ladda upp en bild av detta fornminne |
| Glömminge 43:10                   | Husgrund, förhistorisk/medeltida |              | Glömminge, Öland    |       | 56.727550, 16.561803 | 10080800430010 | Ladda upp en bild av detta fornminne |
| Glömminge 43:11                   | Husgrund, förhistorisk/medeltida |              | Glömminge, Öland    |       | 56.726156, 16.560655 | 10080800430011 | Ladda upp en bild av detta fornminne |
| Glömminge 46:1                    | Grav markerad av sten/block      |              | Glömminge, Öland    |       | 56.746089, 16.547450 | 10080800460001 | Ladda upp en bild av detta fornminne |
| Glömminge 46:2                    | Grav markerad av sten/block      |              | Glömminge, Öland    |       | 56.746161, 16.547385 | 10080800460002 | Ladda upp en bild av detta fornminne |
| Glömminge 46:3                    | Grav markerad av sten/block      |              | Glömminge, Öland    |       | 56.746286, 16.547401 | 10080800460003 | Ladda upp en bild av detta fornminne |
| Glömminge 46:4                    | Grav markerad av sten/block      |              | Glömminge, Öland    |       | 56.746340, 16.547434 | 10080800460004 | Ladda upp en bild av detta fornminne |
| Glömminge 48:1                    | Hög                              |              | Glömminge, Öland    |       | 56.749830, 16.548117 | 10080800480001 | Ladda upp en bild av detta fornminne |
| Glömminge 49:1                    | Stensättning                     |              | Glömminge, Öland    |       | 56.750705, 16.549403 | 10080800490001 | Ladda upp en bild av detta fornminne |
| Glömminge 50:1                    | Stensättning                     |              | Glömminge, Öland    |       | 56.710073, 16.530348 | 10080800500001 | Ladda upp en bild av detta fornminne |
| Glömminge 51:1                    | Hög                              |              | Glömminge, Öland    |       | 56.711753, 16.530467 | 10080800510001 | Ladda upp en bild av detta fornminne |
| Glömminge 51:2                    | Hög                              |              | Glömminge, Öland    |       | 56.712121, 16.530794 | 10080800510002 | Ladda upp en bild av detta fornminne |
| Glömminge 51:3                    | Hög                              |              | Glömminge, Öland    |       | 56.712498, 16.531105 | 10080800510003 | Ladda upp en bild av detta fornminne |
| Glömminge 54:1                    | Stensättning                     |              | Glömminge, Öland    |       | 56.713137, 16.531782 | 10080800540001 | Ladda upp en bild av detta fornminne |
| Glömminge 55:1                    | Stenkrets                        |              | Glömminge, Öland    |       | 56.715089, 16.534221 | 10080800550001 | Ladda upp en bild av detta fornminne |
| Glömminge 56:1                    | Stensättning                     |              | Glömminge, Öland    |       | 56.716095, 16.535947 | 10080800560001 | Ladda upp en bild av detta fornminne |
| Glömminge 56:2                    | Stensättning                     |              | Glömminge, Öland    |       | 56.716021, 16.535706 | 10080800560002 | Ladda upp en bild av detta fornminne |
| Glömminge 56:3                    | Stensättning                     |              | Glömminge, Öland    |       | 56.716089, 16.535510 | 10080800560003 | Ladda upp en bild av detta fornminne |
| Glömminge 56:4                    | Stensättning                     |              | Glömminge, Öland    |       | 56.715864, 16.534997 | 10080800560004 | Ladda upp en bild av detta fornminne |
| Glömminge 58:1                    | Stenkrets                        |              | Glömminge, Öland    |       | 56.710578, 16.506365 | 10080800580001 | Ladda upp en bild av detta fornminne |
| Glömminge 58:2                    | Stensättning                     |              | Glömminge, Öland    |       | 56.710536, 16.506069 | 10080800580002 | Ladda upp en bild av detta fornminne |
| Glömminge 58:3                    | Stensättning                     |              | Glömminge, Öland    |       | 56.710217, 16.506148 | 10080800580003 | Ladda upp en bild av detta fornminne |
| Glömminge 58:4                    | Stensättning                     |              | Glömminge, Öland    |       | 56.710186, 16.506491 | 10080800580004 | Ladda upp en bild av detta fornminne |
| Glömminge 60:1                    | Stenkrets                        |              | Glömminge, Öland    |       | 56.710605, 16.505472 | 10080800600001 | Ladda upp en bild av detta fornminne |
| Glömminge 60:2                    | Grav markerad av sten/block      |              | Glömminge, Öland    |       | 56.711026, 16.505603 | 10080800600002 | Ladda upp en bild av detta fornminne |
| Glömminge 60:3                    | Grav markerad av sten/block      |              | Glömminge, Öland    |       | 56.711062, 16.505570 | 10080800600003 | Ladda upp en bild av detta fornminne |
| Glömminge 60:4                    | Grav markerad av sten/block      |              | Glömminge, Öland    |       | 56.711116, 16.505571 | 10080800600004 | Ladda upp en bild av detta fornminne |
| Glömminge 62:1                    | Gravfält                         |              | Glömminge, Öland    |       | 56.711288, 16.506734 | 10080800620001 | Ladda upp en bild av detta fornminne |
| Glömminge 65:1                    | Husgrund, förhistorisk/medeltida |              | Glömminge, Öland    |       | 56.745230, 16.595145 | 10080800650001 | Ladda upp en bild av detta fornminne |
| Glömminge 68:1                    | Husgrund, förhistorisk/medeltida |              | Glömminge, Öland    |       | 56.704804, 16.602964 | 10080800680001 | Ladda upp en bild av detta fornminne |
| Glömminge 69:1                    | Husgrund, förhistorisk/medeltida |              | Glömminge, Öland    |       | 56.704655, 16.590403 | 10080800690001 | Ladda upp en bild av detta fornminne |
| Glömminge 71:1                    | Husgrund, förhistorisk/medeltida |              | Glömminge, Öland    |       | 56.702461, 16.599777 | 10080800710001 | Ladda upp en bild av detta fornminne |
| Glömminge 71:2                    | Husgrund, förhistorisk/medeltida |              | Glömminge, Öland    |       | 56.702361, 16.599937 | 10080800710002 | Ladda upp en bild av detta fornminne |
| Ytterrör (Glömminge 81:1)         | Röse                             |              | Glömminge, Öland    |       | 56.728349, 16.512334 | 10080800810001 | Ladda upp en bild av detta fornminne |
| Glömminge 82:1                    | Grav markerad av sten/block      |              | Glömminge, Öland    |       | 56.720918, 16.535731 | 10080800820001 | Ladda upp en bild av detta fornminne |
| Glömminge 82:2                    | Grav markerad av sten/block      |              | Glömminge, Öland    |       | 56.720962, 16.535711 | 10080800820002 | Ladda upp en bild av detta fornminne |
| Glömminge 87:1                    | Husgrund, förhistorisk/medeltida |              | Glömminge, Öland    |       | 56.715365, 16.579054 | 10080800870001 | Ladda upp en bild av detta fornminne |
| Glömminge 87:2                    | Husgrund, förhistorisk/medeltida |              | Glömminge, Öland    |       | 56.715020, 16.578331 | 10080800870002 | Ladda upp en bild av detta fornminne |
| Glömminge 91:1                    | Stensättning                     |              | Glömminge, Öland    |       | 56.730198, 16.601581 | 10080800910001 | Ladda upp en bild av detta fornminne |
| Glömminge 91:3                    | Stensättning                     |              | Glömminge, Öland    |       | 56.730385, 16.602097 | 10080800910003 | Ladda upp en bild av detta fornminne |
| Glömminge 91:5                    | Stensättning                     |              | Glömminge, Öland    |       | 56.730169, 16.602783 | 10080800910005 | Ladda upp en bild av detta fornminne |
| Glömminge 93:1                    | Stensättning                     |              | Glömminge, Öland    |       | 56.731614, 16.589535 | 10080800930001 | Ladda upp en bild av detta fornminne |
| Glömminge 96:1                    | Röse                             |              | Glömminge, Öland    |       | 56.744188, 16.592498 | 10080800960001 | Ladda upp en bild av detta fornminne |
| Glömminge 99:1                    | Husgrund, förhistorisk/medeltida |              | Glömminge, Öland    |       | 56.736082, 16.595833 | 10080800990001 | Ladda upp en bild av detta fornminne |
| Glömminge 100:1                   | Husgrund, förhistorisk/medeltida |              | Glömminge, Öland    |       | 56.715921, 16.569142 | 10080801000001 | Ladda upp en bild av detta fornminne |
| Glömminge 101:1                   | Fornborg                         |              | Glömminge, Öland    |       | 56.713545, 16.536728 | 10080801010001 | Ladda upp en bild av detta fornminne |
| Glömminge 108:1                   | Stensättning                     |              | Glömminge, Öland    |       | 56.742929, 16.522579 | 10080801080001 | Ladda upp en bild av detta fornminne |
| Stackdankehorva (Glömminge 112:1) | Fornborg                         |              | Glömminge, Öland    |       | 56.704586, 16.557017 | 10080801120001 | Ladda upp en bild av detta fornminne |
| Glömminge 113:1                   | Röse                             |              | Glömminge, Öland    |       | 56.703049, 16.547879 | 10080801130001 | Ladda upp en bild av detta fornminne |
| Glömminge 115:1                   | Stensättning                     |              | Glömminge, Öland    |       | 56.702944, 16.568368 | 10080801150001 | Ladda upp en bild av detta fornminne |
| Glömminge 146:1                   | Röse                             |              | Glömminge, Öland    |       | 56.709491, 16.596914 | 10080801460001 | Ladda upp en bild av detta fornminne |
| Glömminge 149:1                   | Röse                             |              | Glömminge, Öland    |       | 56.705592, 16.594831 | 10080801490001 | Ladda upp en bild av detta fornminne |
| Glömminge 154:1                   | Husgrund, förhistorisk/medeltida |              | Glömminge, Öland    |       | 56.703249, 16.592905 | 10080801540001 | Ladda upp en bild av detta fornminne |
| Glömminge 157:1                   | Husgrund, förhistorisk/medeltida |              | Glömminge, Öland    |       | 56.702999, 16.603916 | 10080801570001 | Ladda upp en bild av detta fornminne |
| Glömminge 158:1                   | Husgrund, förhistorisk/medeltida |              | Glömminge, Öland    |       | 56.718794, 16.586393 | 10080801580001 | Ladda upp en bild av detta fornminne |
| Algutsrum 55:3                    | Husgrund, förhistorisk/medeltida |              | Glömminge, Öland    |       | 56.702171, 16.600611 | 10078500550003 | Ladda upp en bild av detta fornminne |